# Hotpoint
Hotpoint est une marque américaine d'appareils électroménagers, fondée en 1911 à Ontario, en Californie par Earl Richardson, qui a implanté une filiale commerciale en Grande-Bretagne en 1920. La propriété de la marque est partagée entre l'entreprise italienne Indesit qui a racheté la branche européenne en 2001, renommée Indesit Company UK, elle même reprise par la multinationale américaine Whirlpool en 2014 et par l'entreprise chinoise Haier, qui détient les droits en Amérique grâce au rachat de GE Appliances (en) en 2016. En 2022, les groupes Whirlpool et Arçelik ont décidé de fusionner leurs activités européennes dans une seule entité détenue à 75% par Arçelik et à 25% par Whirlpool. Cette nouvelle entité dispose de 11 usines en Italie, au Royaume-Uni, en Pologne, en Roumanie et en Slovaquie.

## Histoire
La société a été fondée en 1911 par l'américain Earl Richardson (1871-1934) pour produire le fer à repasser "Hotpoint - Point chaud" qu'il a inventé en 1905. L'appareil a été connu sous le nom "Fer à repasser Hotpoint", dont le point le plus chaud était à l'avant et non au centre,.

### Hotpoint Electric Heating Company
En 1912, l'entreprise Hotpoint a débuté la fabrication, aux États-Unis, de fers à repasser électriques puis, en 1919, de cuisinières électriques. Certains prétendent même qu'il aurait développé l'un des premiers grille-pain électriques en 1908, connu sous le nom d'El Tosto. Après son intégration dans le groupe GE, la marque Hotpoint est devenue, dans les années 1920/1930, l'une des marques de grille-pain les plus populaires aux États-Unis.
En 1918, la société Hotpoint Electric Heating Co. fusionne avec la division appareils de chauffage de General Electric pour former Edison Electric Appliance Co..
En 1920, Hotpoint fonde une co-entreprise avec son concurrent General Electric, Hotpoint Electric Appliance Co. Limited (HEAC) pour commercialiser les produits du groupe américain General Electric au Royaume-Uni. L'entreprise débute avec la production de réfrigérateurs et de lave-linges.
En 1927, la totalité de la société est rachetée par General Electric Company plc (GEC). Hotpoint devient alors le plus grand fabricant d'appareils électroménagers de Grande-Bretagne. En 1931, elle est renommée Edison General Electric Co.. Au début des années 1950, une grande partie de la production Hotpoint est déplacée vers le gigantesque complexe "GE Appliance Park" de Louisville, dans le Kentucky. De nombreux modèles de la gamme Hotpoint sont toujours fabriqués à Louisville ; en 2013, c'était la plus grande usine d'appareils électroménagers au monde.
En 1929, Hotpoint Electric Appliance Co. Ltd rejoint le groupe Associated Electrical Industries (en) (AEI), qui sera racheté par General Electric Company en 1967. Dans les années 1960, Hotpoint est le leader du marché de l'électroménager au Royaume-Uni, devant le suédois Electrolux.
En 1989, Hotpoint fusionne avec General Domestic Appliances (GDA), la nouvelle division électroménager de GEC, contrôlée à 50 % par la holding américaine General Electric. En 1998, les marques Redring et Xpelair rejoignent GDA, et Hotpoint est intégré dans GDA Applied Energy.

### Rachat par Indesit
En 1998, le groupe GEC se restructure. GEC Plessey Telecommunications (GPT) fusionne avec les filiales de GEC : Marconi SpA, GEC Hong Kong et ATC South Africa en 1998 pour former Marconi Communications et Marconi Electronic Systems Ltd est vendu à British Aerospace en novembre 1999. Le groupe est renommé Marconi plc mais ne veut pas conserver sa branche électroménager. Un accord est trouvé avec le groupe italien Merloni Elettrodomestici S.p.A et le 21 décembre 2001, le groupe italien acquiert la part détenue par GDA dans Hotpoint (50 %) pour 121 millions de £ivres sterling,. Grâce à cette opération, le groupe italien Merloni Elettrodomestici S.p.A. devient le troisième producteur européen d'électroménager et, en 2003, le 1er fabricant britannique du secteur et le premier sur le marché local avec une part de marché de 30 %. Toujours en 2003, le groupe italien Merloni Elettrodomestici S.p.A. rachète les 50 % détenus par General Electric pour 57,12 millions US$. La société britannique GDA est renommée Merloni Elettrodomestici UK.
À partir de 2007, les marques Ariston et Hotpoint figurent côte à côte sur les appareils électroménagers, donnant naissance à la nouvelle marque Hotpoint-Ariston, destinée aux marchés européens à l'exception du Royaume-Uni et de l'Irlande où seule la référence Hotpoint est utilisée. Dans ces deux pays, le groupe Merloni Elettrodomestici UK, dont le siège social est maintenu à Peterborough, commercialise sa gamme de produits sous les marques Hotpoint, Indesit, Cannon et Creda. Le groupe possède une usine à Yate, qui emploie environ 1 000 personnes. En 2005, Merloni Elettrodomestici UK est renommé Indesit Company UK et, en 2011, le nom Ariston disparaît au profit du seul nom Hotpoint. La marque Ariston, partagée jusqu'alors avec l'autre société de la famille Merloni, Merloni Termosanitari, concepteur et fabricant de chauffe-eaux sanitaires électriques et à gaz, chaudières et climatisation, est réservée à cette activité. La société est alors renommée Ariston Thermo Group.

### Vente à Whirlpool
En 2010, Vittorio Merloni, PDG de la holding Fineldo et du groupe de la famille Merloni, gravement malade, nomme son fils Andrea à la tête de son groupe électroménager. En 2014, la famille Merloni, propriétaire d'Indesit Company S.p.A., décide de vendre ses actions au groupe multinational américain Whirlpool Corporation. L'entreprise chinoise Haier quant à elle, détentrice de plusieurs licences Indesit pour la Chine, conserve ses droits de commercialisation des produits Indesit en Chine. Aux États-Unis, les produits de marque Indesit et Hotpoint sont fabriqués par GE Consumer & Industrial, entreprise d'électroménager filiale de GE à Louisville, dans le Kentucky, qui sera rachetée par Haier en 2016.

### Les sites de production
Face au déclin continu du marché britannique de l'électroménager, plusieurs site de fabrication des produits Hotpoint et Indesit ont été fermés au Royaume-Uni :
- l'usine Creda d'Indesit UK (ex GDA) à Blythe Bridge (en), Stoke-on-Trent, a fermé en décembre 2007[8],
- l'usine de Peterborough a fermé fin 2008[9]
- l'usine de Kinmel Park, Bodelwyddan dans le comté de Denbighshire, au Pays de Galles, qui employait 305 salariés, a fermé le 31 juillet 2009[10].

Avant la vente à Whirlpool, le groupe Indesit UK disposait de deux sites au Royaume-Uni, à Somerset et à Peterborough, le siège social de la filiale britannique qui emploie environ 1 000 personnes au centre d'appels, services et opérations logistiques. Indesit UK était la plus grande entreprise de « produits électroménagers » du pays.

### Intégration dansArçelik A.Ş.
À la suite de l'application des sanctions contre la Russie après l'invasion de l'Ukraine, Whirlpool, comme (quasiment) toutes les sociétés occidentales, se retire de Russie. Le 16 janvier 2023, Whirlpool EMEA SpA, qui a réalisé un chiffre d'affaires de 5,01 milliards US$, filiale européenne du groupe américain Whirlpool Corporation, vend sa filiale russe pour environ 220 millions €uros au groupe turc d'électroménager Arçelik A.Ş., avec le droit d'utiliser la marque Hotpoint. L'accord comprend la vente du site de fabrication de Lipetsk, en Russie, qui fabrique des modèles sous les marques Indesit, Hotpoint et Stinol ainsi que les intérêts de Whirlpool au Kazakhstan et dans certains pays de la Communauté des États Indépendants (CEI). Whirlpool EMEA SpA vend également ses intérêts au Moyen-Orient et en Afrique à Arçelik A.Ş., pour 20 millions d'€uros (21,65 millions US$). Cet accord transfère les marques Maytag, Consul, Brastemp, Amana, Bauknecht, JennAir, Hotpoint (EU), Indesit, InSinkErator et Yummly au groupe turc Arçelik A.Ş.. La marque Hotpoint (USA) ayant déjà été cédée au chinois Haier en 2016 par General Electric.
En janvier 2023, Arçelik A.Ş. et Whirlpool EMEA SpA sont convenus de fusionner leurs activités européennes dans une seule entité gérée par Arçelik A.Ş. avec 75 % du capital. La nouvelle société détient également tous les droits sur la marque Hotpoint en Europe En février 2024, le régulateur antitrust britannique a provisoirement autorisé l'accord. Cet accord a ensuite été approuvé par les régulateurs antitrust de l'UE en octobre 2023.